# استان سینوب
سینوپ (به ترکی استانبولی: Sinop) نام یکی از ۸۱ استان ترکیه است که مرکز آن هم شهر سینوپ است.

## شهرستان‌ها

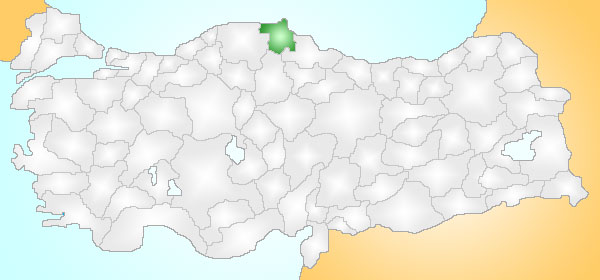
محل استان سینوپ در نقشه ترکیه

استان سینوپ ۹ شهرستان دارد:
- آیانجیک (Ayancık)
- بوی‌آباد (Boyabat)
- دیکمن (Dikmen)
- دوراغان (Durağan)
- ارفلک (Erfelek)
- گرزه (Gerze)
- سرای‌دوزو (Saraydüzü)
- سینوپ (Sinop)
- تورکلی (Türkeli)